# Tamba dichroma
Tamba dichroma là một loài bướm đêm trong họ Noctuidae.